# Lístek, který explodoval
Lístek, který explodoval (v anglickém originále The Ticket That Exploded) je román amerického spisovatele Williama Sewarda Burroughse. Spolu s knihami Nova Express a Hebká mašinka tvoří trilogii, vytvořenou střihovou technikou. Poprvé vyšla v roce 1962 v Paříži (nakladatelství Olympia Press). V USA vyšla až roku 1967 (Grove Press, přepracované a rozšířené vydání). V češtině poprvé vyšla až v roce 2019 (Argo) v překladu Josefa Rauvolfa a v grafické úpravě Vladimira 518. Podle Garyho Snydera jde o „nástin současného kulturního, duchovního a politického boje, který se odehrává nikoli v nějakém zemském prostoru, ale ve vědomí bytosti na této planetě.“